# Super Dетка
«Super Dетка» — третий студийный альбом российской группы «Пропаганда», изданный 20 апреля 2004 года на лейбле CD Land Records. Композиции «Яй-я» и «Super Dетка», выпущенные в поддержку альбома, занимали первые места радиочартов Tophit. Композиция «Quanto Costa» стала лауреатом фестиваля «Песня года».

## Об альбоме
Начав работу над альбомом коллектив стал искать новое звучание и экспериментировать с жанрами диско и синти-поп. Первым результатом стала композиция «Яй-я», на которую в ноябре 2003 года был снят видеоклип режиссёром Александром Филатовичем. Попав в широкую радиоротацию песня за очень быстрое время обрела невероятный успех. На волне популярности в феврале 2004 года состоялась премьера песни «Super Dетка», а следом и релиз одноимённого альбома. Презентация альбома прошла на одном из концертов в Улан-Удэ.
После выпуска альбома в его поддержку была выпущена песня «Quanto Costa», название которой означает «сколько стоит» на итальянском языке. По признанию автора песни Виктории Ворониной, композиция была написана после случайного знакомства с итальянским музыкантом Тото Кутуньо. На песню было снято два видеоклипа — сначала на танцевальный ремикс, который не вошёл в альбом, а потом и на альбомную версию. С «Quanto Costa» коллектив стал лауреатом премии «Стопудовый хит», фестивалей «Песня года» и «Бум года», а также номинировался на премию «Движение». Также в конце 2004 года группа «Пропаганда» была награждена премией «Золотой граммофон» — за песню «Яй-я» в Москве и за песню «Super Dетка» в Санкт-Петербурге.
В 2005 году группа «Банда Андрюха» использовала семпл песни «Super Dетка» в своей песне «Гори, гори ясно!» из альбома «Пожарная команда».

## Реакция критики
Рецензент агентства InterMedia Алексей Мажаев сравнил звучание альбома «Super Dетка» с творчеством группы «Мираж», а одноимённую песню «Super Dетка» он сопоставил со шлягером «Музыка нас связала». По его мнению «аранжировочные приёмы „Миража“ скопированы до таких мелочей, что то и дело хочется свериться с настенным календарём, какой на дворе год». Также Мажаев отметил композиции «Кубик-рубик» и «Девочка хочет sexа», которые, по его мнению, очень хорошо подошли бы для раскрутки альбома.

## Список композиций
Слова и музыка всех песен — Виктория Воронина.
| №                   | Название                       | Аранжировка/Ремикс                 | Длительность |
| ------------------- | ------------------------------ | ---------------------------------- | ------------ |
| 1.                  | «Super Dетка»                  | Chocolate Studio                   | 4:02         |
| 2.                  | «Яй-я»                         | Chocolate Studio                   | 4:02         |
| 3.                  | «Quanto Costa»                 | Николай Крупатин, Chocolate Studio | 4:04         |
| 4.                  | «Девочка на крыше»             | Сергей Фисун                       | 4:34         |
| 5.                  | «Сердце уходит в разведку»     | Chocolate Studio                   | 4:30         |
| 6.                  | «Кубик-рубик»                  | Chocolate Studio                   | 2:55         |
| 7.                  | «Девочка хочет sexа»           | Chocolate Studio                   | 3:36         |
| 8.                  | «Лаю-лаю»                      | Chocolate Studio                   | 4:32         |
| 9.                  | «Анальгин»                     | Chocolate Studio                   | 3:21         |
| 10.                 | «Слёзы-алфавит»                | Chocolate Studio                   | 4:52         |
| 11.                 | «Войди (Hotel Atlantik remix)» | Игорь Быстров, Алексей Архипов     | 4:43         |
| 12.                 | «Яй-я (Raduga remix)»          | Алексей Осокин                     | 5:42         |
| Общая длительность: | Общая длительность:            | Общая длительность:                | 50:53        |

| №  | Название                            | Длительность |
| -- | ----------------------------------- | ------------ |
| 1. | «Mega Mix»                          |              |
| 2. | «Яй-я» (реж. Александр Филатович)   |              |
| 3. | «Super Dетка» (реж. Марат Адельшин) |              |

## Видеоклипы
- «Яй-я»[18]
- «Super Dетка»[19]
- «Mega Mix» («Funny Mix»)[20]
- «Quanto Costa (Remix)»[10][21]
- «Quanto Costa»[10] (официально выпущен так и не был)
- «Девочка хочет sexа»[22]

## Участники записи
В создании и записи альбома приняли участие следующие музыканты:
- Виктория Воронина — стихи, музыка, вокал
- Ирина Яковлева — вокал
- Ольга Морева — вокал
- Сергей Изотов — продюсер, саунд-продюсер
- Сергей Иванов — арт-директор
- Chocolate Studio — аранжировка (дорожки 1–3, 5–10), сведение, мастеринг
- Николай Крупатин — аранжировка, гитара, мандолина (дорожка 3)
- Сергей Фисун — аранжировка (дорожка 4)
- Миклован — гитара (дорожка 8)
- Руки — саксофон (дорожка 9)
- Игорь Быстров — ремикс (дорожка 11)
- Алексей Архипов — ремикс (дорожка 11), саунд-продюсер
- Алексей Осокин — ремикс (дорожка 12)